# Deadline Hollywood
Deadline Hollywood (případně Deadline.com) je internetový magazín, který v roce 2006 založila novinářka Nikki Finke. Počínaje rokem 2009 jej vlastní Jay Penske. Server se zabývá aktualitami ze zábavního průmyslu. Nikki Finke původně (od roku 2002) psala sloupek nazvaný Deadline Hollywood pro LA Weekly, později, v roce 2006, představila internetovou verzi, nazvanou Deadline Hollywood Daily (DHD). Server prodala v roce 2009. Následně na něj až do roku 2013 přispívala, později však po neshodách s Penskem odešla (Penske zakoupil konkurenční server Variety).